# Aborto en Andorra

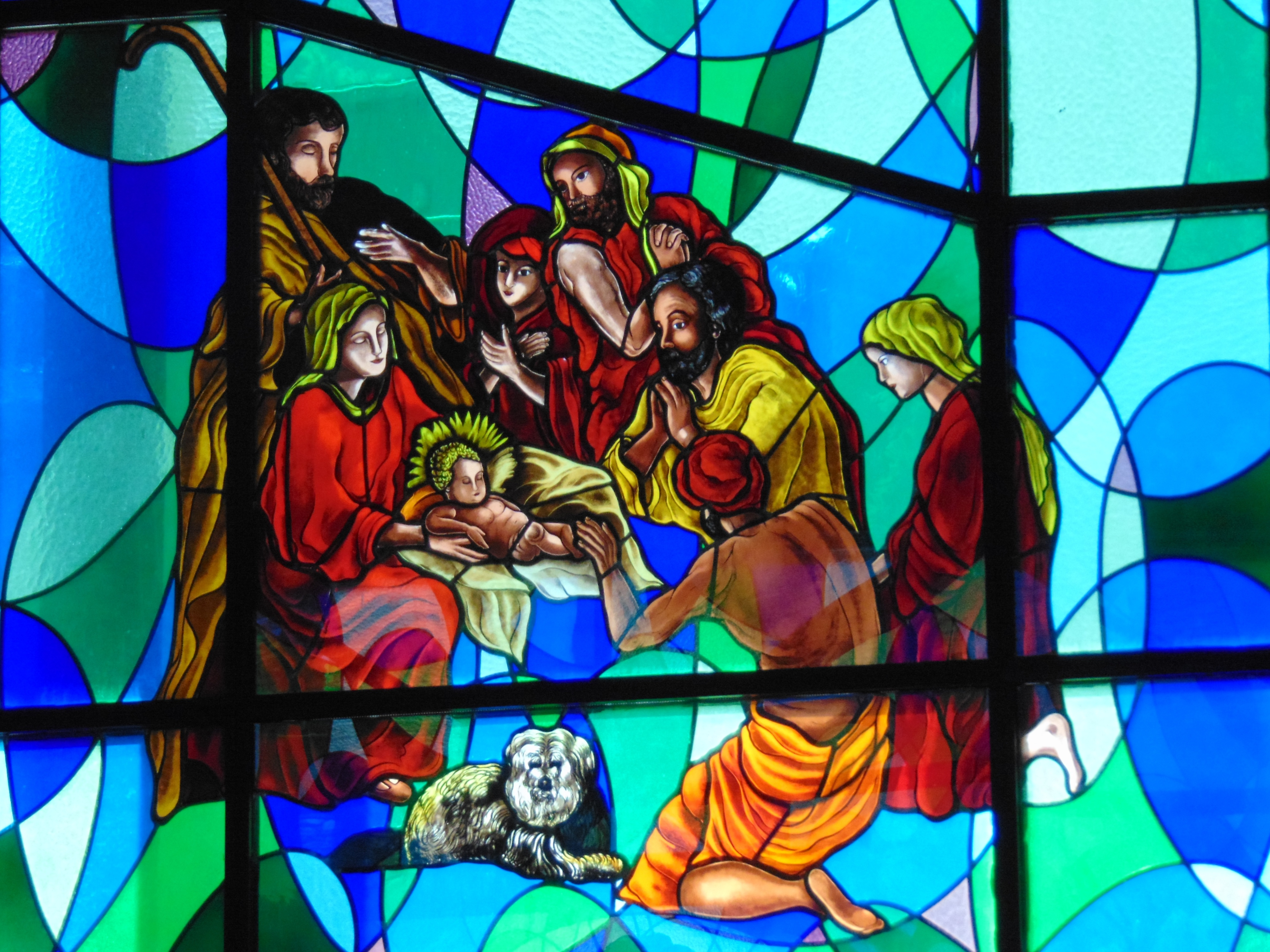
Imagen del Nacimiento de Jesús en la Iglesia de Santa Eulàlia Vitrall. Inventario General del Patrimonio Cultural de Andorra

El aborto en Andorra es ilegal en cualquier supuesto según se indica en el artículo 8 de la constitución de Andorra de 1993

## Penalización del aborto en Andorra
En Andorra, una persona que realice un aborto o dé su consentimiento a otra persona para que lo haga, será sancionada con una pena de 2 años y medio de prisión. Una persona que realice un aborto bajo el consentimiento de la persona embarazada, puede ser condenado hasta 4 años de cárcel; si él o la responsable es un médico y realizó el aborto bajo fines lucrativos, recibirá una pena máxima de 6 años de cárcel. Si la interrupción del embarazo se realiza sin el consentimiento de la persona embarazada, el responsable será condenado a 10 años de cárcel. Si una persona muere durante el procedimiento, el responsable será condenado a una pena máxima de 12 años.
Aunque la ley tiene no excepciones explícitas a la prohibición, los principios de necesidad de ley penal general, proporcionan una base legal para que los abortos se realicen cuando es necesario salvar la vida de la madre.
Las personas del país que quieran interrumpir su embarazo, viajan usualmente a las vecinas Francia y España, para realizar el procedimiento.
Una explicación de la situación de ilegalidad de la práctica del aborto en el Estado de Andorra es la peculiar forma gobierno, el coprincipado parlamentario, cuyos jefes de Estado son los copríncipes de Andorra: el obispo de Urgel y el presidente de Francia.

## Juicio por defender el derecho al aborto 2020-2024
Las autoridades andorranas denunciaron a Vanessa Mendoza Cortés por difamación en 2020 por su intervención en octubre de 2019 en la sesión 74º de la Convención sobre la Eliminación de Todas las Formas de Discriminación contra la Mujer (CEDAW) del Comité de Derechos Humanos (ONU) donde se trataba la situación de Andorra ante dicho comité. Mendoza, representante de la organización "Stop Violències" presentó el informe de sobre la situación de la falta de protección de los derechos de las mujeres y niñas ante la prohibición total del aborto en Andorra. El 17 de enero de 2024 se conoció la sentencia absolutoria de Vanessa Mendoza Cortés.